# Коротков Володимир Іванович
Володи́мир Іва́нович Коротко́в (9 листопада 1934  — 27 серпня 2016 ) — український та російський архітектор й художник-дизайнер, лауреат Шевченківської премії.

## Життєпис
1958 року закінчив архітектурний факультет Ленінградського інженерно-будівельного інституту.
Працював художником на комбінаті живописно-оформлювального мистецтва Спілки художників РСФСР.
Лауреат Шевченківської премія 1979 року — у колективі з М. Бутом, Г. Ватченко, В. Зуєвим, М. Овечкіним, В. Прокудом, В. Ривіним — за роботи по створенню комплексу Дніпропетровського історичного музею ім. Д. І. Яворницького.
1980 — заслужений діяч мистецтв Монголії — за оформлення музею Леніна.
1984 — проводив художнє оформлення музею історії Дніпродзержинська.
У 1980-х оформляв музеї Леніна в Горках і Красноярську, музей в Дніпродзержинську.
У 1990-х роках створив ТОВ «КОДО» («Коротков і доньки»), оформлював Музей політичної історії Росії, музей історії Санкт-Петербурга. Наприкінці 1990-х оформляв серію виставок в музеях Санкт-Петербурга.